# Bruhathkayosaurus
Il bruatkaiosauro (il cui nome significa "lucertola dal corpo enorme") è un genere estinto di dinosauro sauropode vissuto nel Cretaceo superiore (Maastrichtiano), in quella che oggi è la Formazione Kallamedu, in India. È stato probabilmente il più pesante animale terrestre mai esistito, anche se questa tesi è ancora oggi molto dibattuta fra i paleontologi.

## Etimologia
Il nome Bruhathkayosaurus deriva da bruhath (storpiatura della parola sanscrita brhat/बृहत, "grande" o "pesante"), kāya/काय ("corpo") e sauros/σαυρος ("lucertola"). L'epiteto specifico, matleyi, onora il paleontologo britannico Charles Alfred Matley, che scoprì molti fossili in India.

## Scoperta
Trovato in India presso Tamil Nadu, il Bruhathkayosaurus è conosciuto per un femore, un ilio, un ischio, un radio ed una vertebra. Appena trovati i suoi resti fossili, il dinosauro fu inizialmente classificato come teropode, ma poi, ricontrollandolo, si capì che era in realtà un enorme sauropode simile al Brachiosaurus (= Giraffatitan).
Nel 2017, Galton e Ayyasami riferirono che i fossili di Bruhathkayosaurus avevano cominciato a disintegrarsi nei contenitori usati per il trasporto, prima di arrivare al Geological Survey of India (GSI) e che di fatto non esistevano più.

## Il più grande di tutti?
Benché "cugino" del famosissimo Apatosaurus, la stima delle dimensioni del Bruhathkayosaurus è notevole: una lunghezza di 40-44 metri per un peso tra le 175 e le 220 tonnellate. Per quanto riguarda gli altri giganti del suo tempo, il Puertasaurus era lungo 30-35 metri e pesante 128 tonnellate, l'Argentinosaurus era lungo 28-34 metri e pesante 80-90 tonnellate, mentre il Paralititan era di 26-33 metri di lunghezza e pesante 65-80 tonnellate, al pari dell'Alamosaurus.
Era così grosso e pesante che solo la balenottera azzurra può competere con esso: l'esemplare più lungo finora ritrovato era di 33,5 metri, il più pesante invece raggiungeva 177 tonnellate, ma non si possono far confronti su un esemplare veramente gigantesco di Bruhathkayosaurus vista la scarsità dei reperti pervenuti.
C'è solo un dinosauro che lo supera in lunghezza: l'Amphicoelias fragillimus. Lungo infatti 56-62 metri, era però più leggero, 155-190 tonnellate, dato che era infatti un diplodocide. Sfortunatamente, le sue ossa furono distrutte sbriciolandosi, perché a metà del 1800 non erano ancora disponibili tecniche per l'irrobustimento e la preservazione dei reperti; esistono però una descrizione e un disegno del reperto.
Quando fu ritrovato il Bruhathkayosaurus, allora definito un teropode, si credeva fosse lungo 20 metri, superando il più lungo carnivoro terrestre, lo Spinosaurus, lungo 12-15 metri e pesante 7,5 tonnellate.
Benché fosse così grande, questo sauropode è finora conosciuto solo per qualche osso. La stima è infatti finora calcolata con la lunghezza e peso di altri sauropodi giganti. Da risolvere anche il problema di come poteva vivere un dinosauro così monumentale: doveva infatti mangiare incessantemente e muoversi molto poco.
A causa di ciò, alcuni paleontologi "ridussero" la sua stazza a 30 metri e 157 tonnellate. Comunque sia, le sue dimensioni sono finora ipotetiche, anche se la sua tibia e il suo omero erano lunghi rispettivamente 2 e 2,34 metri, superando di molto quelli dell'Argentinosaurus, lunghi 1,55 e 1,81 metri. Stime basate sull'Argentinosaurus indicano un peso di "sole" 139 tonnellate (Wedel 2008) e una lunghezza di 28-34 metri (Mortimer 2004). Data la scarsità dei fossili finora scoperti per i sauropodi particolarmente giganteschi, è difficile determinarne le dimensioni e a maggior ragione la stazza. Le stime più basse, relative al peso del Bruhathkayosaurus, sebbene apparentemente più verosimili, non escludono stime maggiori di 180-220 tonnellate.

## Classificazione
Il  Bruhathkayosaurus è finora conosciuto per una sola specie, Bruhathkayosaurus matleyi, conosciuta a sua volta con l'olotipo GSI PAL/SR/20, descritto da Yadagiri e Ayyasami nel 1989 (non nel 1987, dopo accurate indicazioni).
Descritto inizialmente come carnosauro, fu poi riclassificato come titanosauro. Ciò è dovuto al fatto che le sue ossa erano troppo grosse per un predatore.

Alcuni studiosi ritengono in definitiva che il bruatkaiosauro sia in realtà un argentinosauro (o un altro titanosauride di grandi dimensioni come Paralititan) troppo cresciuto; qualcun altro ha messo in dubbio proprio l'autenticità dell'animale e ha indicato i fossili 
come "tronco d'albero", come capitò quando fu scoperto il Sauroposeidon e le sue ossa furono scambiate per resti di albero fossilizzati.